# Мэддин, Гай
Гай Мэддин (англ. Guy Maddin, 28 февраля 1956, Виннипег) — канадский кинорежиссёр, сценарист, кинооператор, актёр.

## Биография
Отец — хоккейный тренер (тренировал национальную сборную Канады), мать — владелица салона красоты. Окончил экономический факультет Виннипегского университета, некоторое время служил кассиром в банке, подрабатывал покраской стен. Фанатик раннего кино, Мэддин пришёл в киноиндустрию самоучкой. Дебютировал короткометражной лентой «Мёртвый отец» (1986 год). Первым полнометражным стал фильм «Сказки госпиталя Гимли» (1988 год).

## Творчество
- «Звенигора»

Мэддин стилизует в своих малобюджетных фильмах манеру немого и первых лет звукового кино, создавая сюрреальную, гротескную атмосферу психодрамы и чёрной комедии.
Оказал большое личное и творческое влияние на формирование стиля канадских мультипликаторов Мацека Щербовски и Криса Лависа. В фильме Мэддина «The Forbidden Room» они выступили в качестве художников.

## Избранная фильмография
- Мёртвый отец / The Dead Father (1986, короткометражный)
- Сказки госпиталя Гимли / Tales from the Gimli Hospital (1988)
- Архангел / Archangel (1990)
- Careful (1992)
- Odilon Redon or The Eye Like a Strange Balloon Mounts Toward Infinity (1995, короткометражный, премия за лучший короткометражный фильм на МКФ в Торонто)
- Сумерки ледяных нимф / Twilight of the Ice Nymphs (1997)
- Maldoror: Tygers (1998, короткометражный)
- The Hoyden or Idylls of Womanhood (1998, короткометражный)
- Перекрёстный огонь (короткометражный фильм) (2000, короткометражный, премия «Джини», специальное упоминание на Брюссельском фестивале фантастического кино, премия Золотые врата на МКФ в Сан-Франциско, премия ФИПРЕССИ на КФ в Майами)
- Dracula: Pages from a Virgin’s Diary (2002, премия за лучший фильм на Каталонском МКФ в Ситжесе)
- Cowards Bend the Knee (2003, премия ФИПРЕССИ на Роттердамском МКФ, премия за лучший фильм на Лионском фестивале кино нового поколения)
- Самая грустная музыка в мире / The Saddest Music in the World (2003, премия лучшему кинорежиссёру на Американском фестивале комедийного кино)
- A Trip to the Orphanage (2004, короткометражный)
- Клеймо на мозге / Brand Upon the Brain! (2006, немой фильм)
- Мой Виннипег /My Winnipeg (2007, премия за лучший фильм на МКФ в Торонто)
- Odin’s Shield Maiden (2007, короткометражный)
- Death of the Reel (2008)
- Замочная скважина / Keyhole (2011)
- Запретная комната / The Forbidden Room (2015)
- Зелёный туман / The Green Fog (2017)
- Обмани отгадчика (короткометражный фильм) / Stump the Guesser (2020)
- Слухи / Rumours (2024)